# Соралусе
Соралусе, Пласенсія-де-лас-Армас (баск. Soraluze, ісп. Placencia de las Armas, офіційна назва Soraluze/Placencia de las Armas) — муніципалітет в Іспанії, у складі автономної спільноти Країна Басків, у провінції Гіпускоа. Населення — 3990 осіб (2009).
Муніципалітет розташований на відстані близько 320 км на північ від Мадрида, 38 км на південний захід від Сан-Себастьяна.

## Демографія
Динаміка населення (INE ):

## Галерея зображень

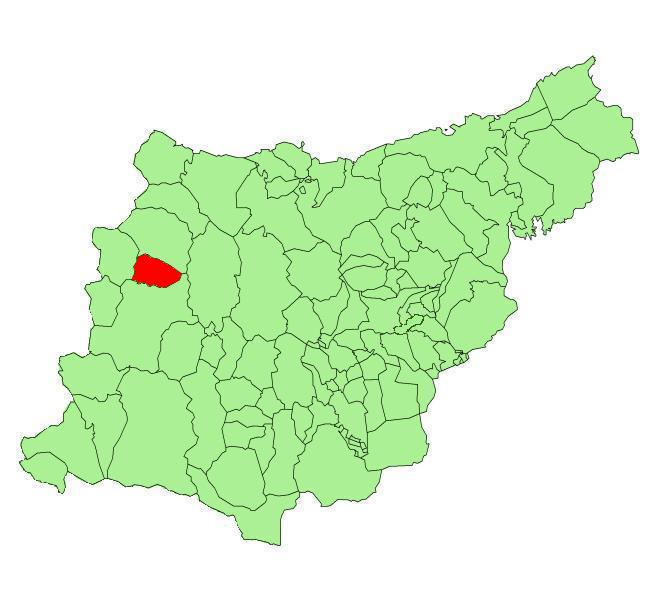
Розташування муніципалітету
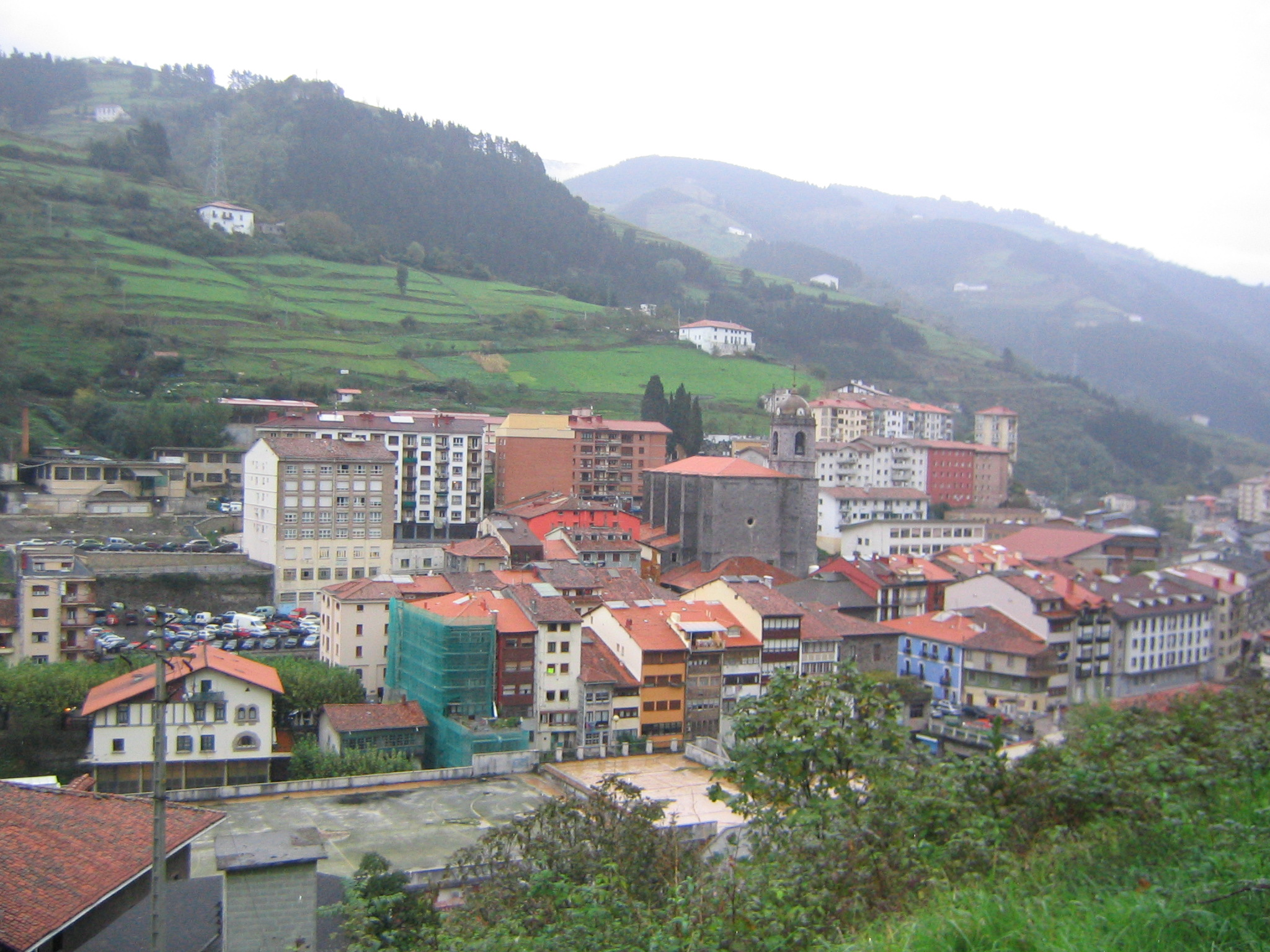
Соралусе